# Daniel Chávez

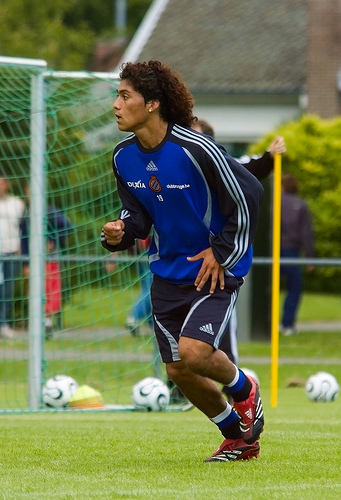
Daniel Chávez.

Daniel Chávez Castillo, född 1988, är en peruansk fotbollsspelare som spelar för Universidad César Vallejo.
Daniel Chavez spelar som anfallare för Oțelul Galați. Han värvades från Westerlo 2011 där han gjorde fyra mål på 26 matcher. Han värvades mest för att tränaren Dorinel Munteanu hade svårt att se att anfallsduon Bratislav Punoševac och Marius Pena hålla Champions League-klass.